# Douro Litoral
El Duero Litoral (en portugués, Douro Litoral) es una provincia histórica de Portugal, instituida formalmente por una reforma administrativa de 1936, que tenía su capital en Oporto. Sin embargo, las provincias nunca tuvieron ninguna atribución práctica, y desaparecieron del vocabulario administrativo (que no del vocabulario cotidiano de los portugueses) con la entrada en vigor de la Constitución de 1976.

## Geografía
Limita al norte con la región del Miño, al este con Trás-os-Montes e Alto Douro, al sureste con la Beira Alta, al sur con la Beira Litoral y al oeste con el Océano Atlántico.

### Municipios
La región Douro Litoral incluye 24 municipios:
- Distrito de Aveiro (4 de los 19 municipios): Arouca, Castelo de Paiva, Espinho y Santa Maria da Feira.
- Distrito de Oporto (18 municipios): Amarante, Baião, Felgueiras, Gondomar, Lousada, Maia, Marco de Canaveses, Matosinhos, Oporto, Paços de Ferreira, Paredes, Penafiel, Póvoa de Varzim, Trofa, Santo Tirso, Valongo, Vila do Conde y Vila Nova de Gaia.
- Distrito de Viseu (2 de los 24 municipios): Cinfães y Resende.

El municipio de Trofa fue creado en 1997, después de la extinción de las provincias administrativas, por secesión de Santo Tirso.
Para algunos geógrafos,[¿quién?] esta provincia, en conjunto con el Minho, forma una unidad geográfica mayor: el Entre Douro e Minho.

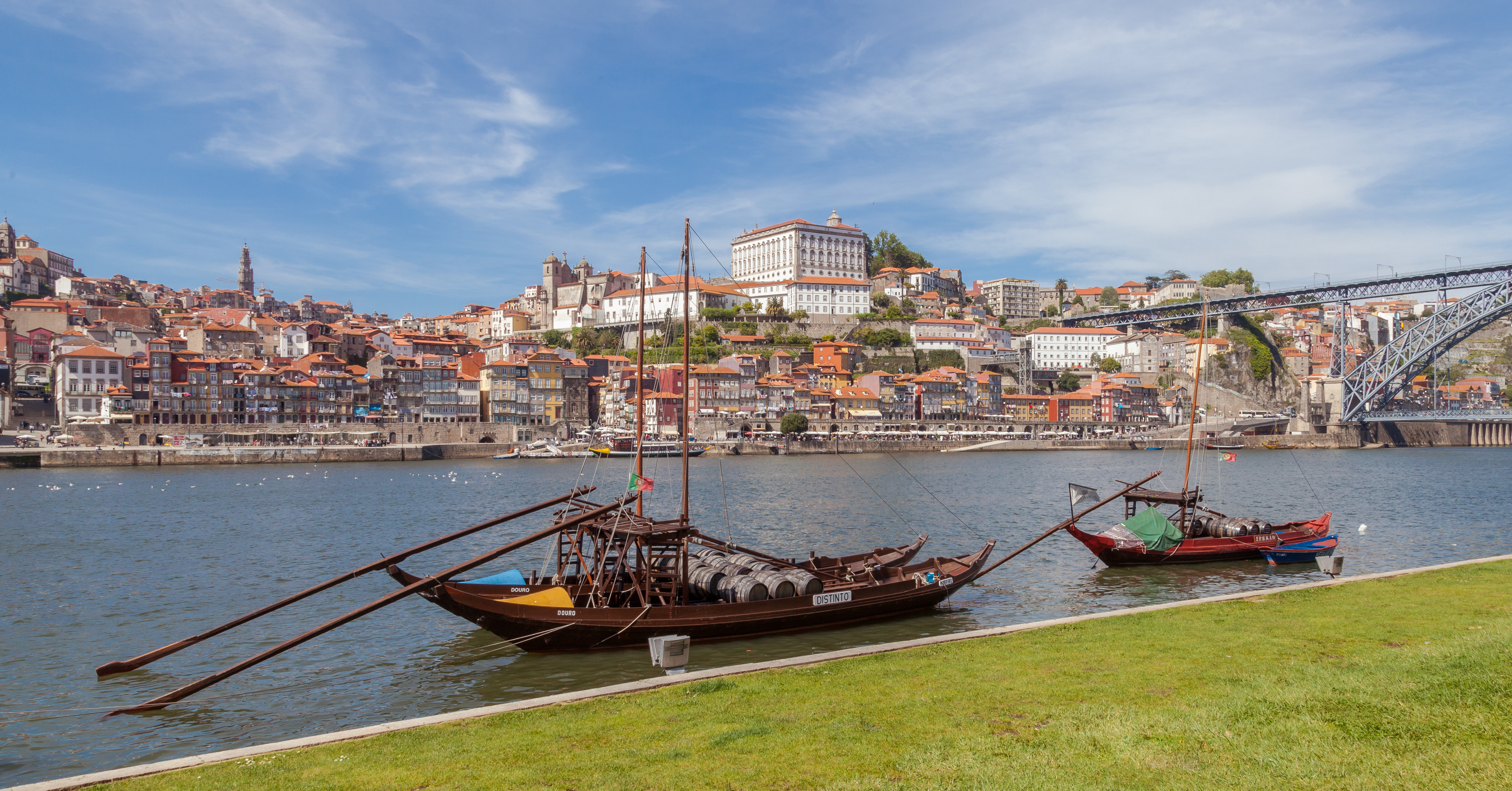
Oporto.

## Actualidad
Actualmente, su territorio se reparte entre las regiones estadísticas Norte y Centro de Portugal, abarcando la primera la totalidad del Grande Porto, dos municipios del Ave (Santo Tirso y Trofa), y la mayor parte del Támega (exceptuados los municipios más septentrionales de Cabeceiras de Basto, Celorico de Basto, Mondim de Basto y Ribeira de Pena); la segunda comprende dos municipios del Entre Douro e Vouga (Arouca y Santa Maria da Feira).